# Discocainia treleasei
Discocainia treleasei är en svampart som först beskrevs av Pier Andrea Saccardo, och fick sitt nu gällande namn av J. Reid & A. Funk 1966. Discocainia treleasei ingår i släktet Discocainia och familjen Rhytismataceae.   Inga underarter finns listade i Catalogue of Life.